# Christian Ferras
Christian Ferras (Le Touquet, 17 de juny de 1933 - París, 14 de setembre de 1982), fou un violinista francès.

## Biografia
Ferras va començar a estudiar violí amb el seu pare, alumne de Marcel Chailley. Va entrar al Conservatori de Niça el 1941, com a estudiant de Charles Bistesi, antic alumne d'Eugène Ysaÿe, i dos anys després va obtenir el primer premi de violí. El 1944 es va traslladar al Conservatori de París. El 1946 va guanyar el primer premi en les disciplines de violí i música de cambra, i va començar a fer concerts amb l'orquestra Pasdeloup i el director Arbert Woff (després Paul Paray). Va treballar amb el violinista i compositor romanès George Enescu.
El 1948 va guanyar el primer premi al concurs internacional de Scheveningen, al jurat del qual hi havia Yehudi Menuhin. El 16 de novembre d'aquell any va estrenar la sonata per a violí sol d'Arthur Honegger a la sala Gaveau. El 1949, Ferran va guanyar el segon premi (el primer va quedar desert) al concurs internacional Long-Thibaud. Allà hi va conèixer en Pierre Barbizet, amb el qual va formar un duo. El 1950 va gravar diverses obres de Bach amb Jean-Pierre Rampal i George Enescu. En aquest punt de la seva carrera va ser convidat per Karl Böhm per tocar amb la Filharmònica de Viena el 1951.
Christian Ferras va lluitar tota la seva vida contra diverses depressions. La seva vida va acabar tràgicament amb el seu suïcidi el 1982.